# Андроранга
Андроранга (малаг. Androranga) — річка на Мадагаскарі, що протікає на сході регіону Сава, впадає в річку Бемаріво. Річка Бемаріво межує з районом Бетсімісарака на півночі. Частина води з парку Марожежі впадає в Андрорангу.